# Svrke
Svrke este un sat din comuna Kolašin, Muntenegru. Conform datelor de la recensământul din 2003, localitatea are 67 de locuitori (la recensământul din 1991 erau 99 de locuitori).

## Demografie
În satul Svrke locuiesc 65 de persoane adulte, iar vârsta medie a populației este de 55,2 de ani (52,1 la bărbați și 59,3 la femei). În localitate sunt 25 de gospodării, iar numărul mediu de membri în gospodărie este de 2,68.
Populația localității este foarte eterogenă.
|  |

| Demografie | Demografie | Demografie |
| An         | Locuitori  | Locuitori  |
| ---------- | ---------- | ---------- |
|            |            |            |
|            |            |            |
|            |            |            |
|            |            |            |
| 1948       | 215        |            |
| 1953       | 216        |            |
| 1961       | 191        |            |
| 1971       | 211        |            |
| 1981       | 188        |            |
| 1991       | 99         | 99         |
| 2003       | 67         | 67         |

| \| Componența etnică conform recensământului din 2003[2] \| Componența etnică conform recensământului din 2003[2] \| Componența etnică conform recensământului din 2003[2] \| Componența etnică conform recensământului din 2003[2] \| Componența etnică conform recensământului din 2003[2] \| \| ----------------------------------------------------- \| ----------------------------------------------------- \| ----------------------------------------------------- \| ----------------------------------------------------- \| ----------------------------------------------------- \| \| \| \| \| \| \| \| Muntenegreni \| Muntenegreni \| \| 34 \| 50,74% \| \| Sârbi \| Sârbi \| \| 32 \| 47,76% \| \| necunoscută \| necunoscută \| \| 0 \| 0% \| |              |  |    |        |
| Componența etnică conform recensământului din 2003 |              |  |    |        |
| |              |  |    |        |
| Muntenegreni | Muntenegreni |  | 34 | 50,74% |
| Sârbi | Sârbi        |  | 32 | 47,76% |
| necunoscută | necunoscută  |  | 0  | 0%     |